# Kosmos 60
Kosmos 60 (ryska: Космос 60) var en sovjetisk rymdsond i Lunaprogrammet. Rymdsonden sköt upp den 12 mars 1965, med en Molnija raket. Planen var att farkosten skulle landa på månen.
Rymdsonden misslyckades med att lämna sin omloppsbana runt jorden och brann upp i jordens atmosfär den 17 mars 1965.

### Fotnoter
1. ↑  ”NASA Space Science Data Coordinated Archive” (på engelska). NASA. https://nssdc.gsfc.nasa.gov/nmc/spacecraft/display.action?id=1965-018A. Läst 2 mars 2020.